# Brian Gibson
Brian Gibson (Reading, 22 de setembro de 1944 - Londres, 4 de janeiro de 2004) foi um diretor de cinema inglês.

## Biografia
Nascido em Reading, Berkshire, estudou Ciências Naturais na St. Catharine's College, Cambridge, graduando-se em seguida em História da Ciência pela Darwin College, Cambridge. Pretendia ser médico, mas interessou-se pelo jornalismo.
Após viagens pela Turquia, Israel e Síria, Brian começou na BBC como assistente do programa de Rene Cutforth, "Europa". Produziu excelentes edições da Horizon, uma revista de ciência pela televisão.
Em Hollywood, dirigiu Poltergeist II e especiais da HBO. Dirigiu o filme biográfico de Tina Turner, Tina, e A Jurada. Em 1998 dirigiu seu último filme, Still Crazy.
Casou-se com Lynn Whitfield, com quem teve uma filha, divorciando-se em 1992. Casou-se com Paula Rae Gibson e teve uma outra filha antes de morrer de Sarcoma de Ewing em sua casa em Londres, aos 59 anos.

## Filmografia
- 1974 : Horizon (BBC TV series) (ep: Joey)
- 1976 : The Billion Dollar Bubble
- 1976 : Where Adam Stood
- 1979 : Screenplay (série TV)
- 1979 : Gossip from the Forest
- 1979 : Blue Remembered Hills
- 1980 : Breaking Glass
- 1983 : Kilroy Was Here
- 1986 : Poltergeist II: The Other Side
- 1989 : Murderers Among Us: The Simon Wiesenthal Story
- 1990 : Drug Wars: The Camarena Story
- 1991 : The Josephine Baker Story
- 1993 : What's Love Got to Do with It (filme)
- 1996 : The Juror
- 1998 : Still Crazy